# Iberochondrostoma
Iberochondrostoma é um género de peixes ciprinídeos endémico da Península Ibérica.

## Espécies
Existem cinco espécies atualmente reconhecidas neste género:
- Iberochondrostoma almacai (M. M. Coelho, Mesquita & Collares-Pereira, 2005)
- Iberochondrostoma lemmingii (Steindachner, 1866)
- Iberochondrostoma lusitanicum (Collares-Pereira, 1980)
- Iberochondrostoma olisiponensis (Gante, C. D. Santos & Alves, 2007)
- Iberochondrostoma oretanum (Doadrio & Carmona, 2003)